# Бродиране
Бродирането (или извезване) е изкуство, ръчен занаят или машинен процес, за украсяване на плат от текстил или други материали с шарки и рисунки чрез пришиване на конци или прежда с помощта на игла.
Бродирането може да се прилага с други материали като метални ленти, перли, мъниста, птичи пера и пайети. Машинното бродиране се използва специализирани машини, които могат да разчитат проекти на компютърни езици.
Бродерия е занаят за декориране на плат или други материали с игла и конец или прежда. Бродерията може да включва и други материали като метални ленти, перли, мъниста, пера и пайети. Бродерия се използва най-често върху шапки, палта, одеяла, ризи, деним, чорапи и голф. Бродерия се предлага с широка гама от конци или цветни прежди.
Основните техники или бримки върху оцелелите примери на най-ранната бродерия – верижен бод, фестонен бод или бод за поръбване на одеяла, тропоска, сатенен бод и кръстосан бод – остават основните техники на ръчната бродерия и в настоящето.

## Галерия
Фотографии от изложение на унгарското облекло, 2009 г.